# 布萊克本火山

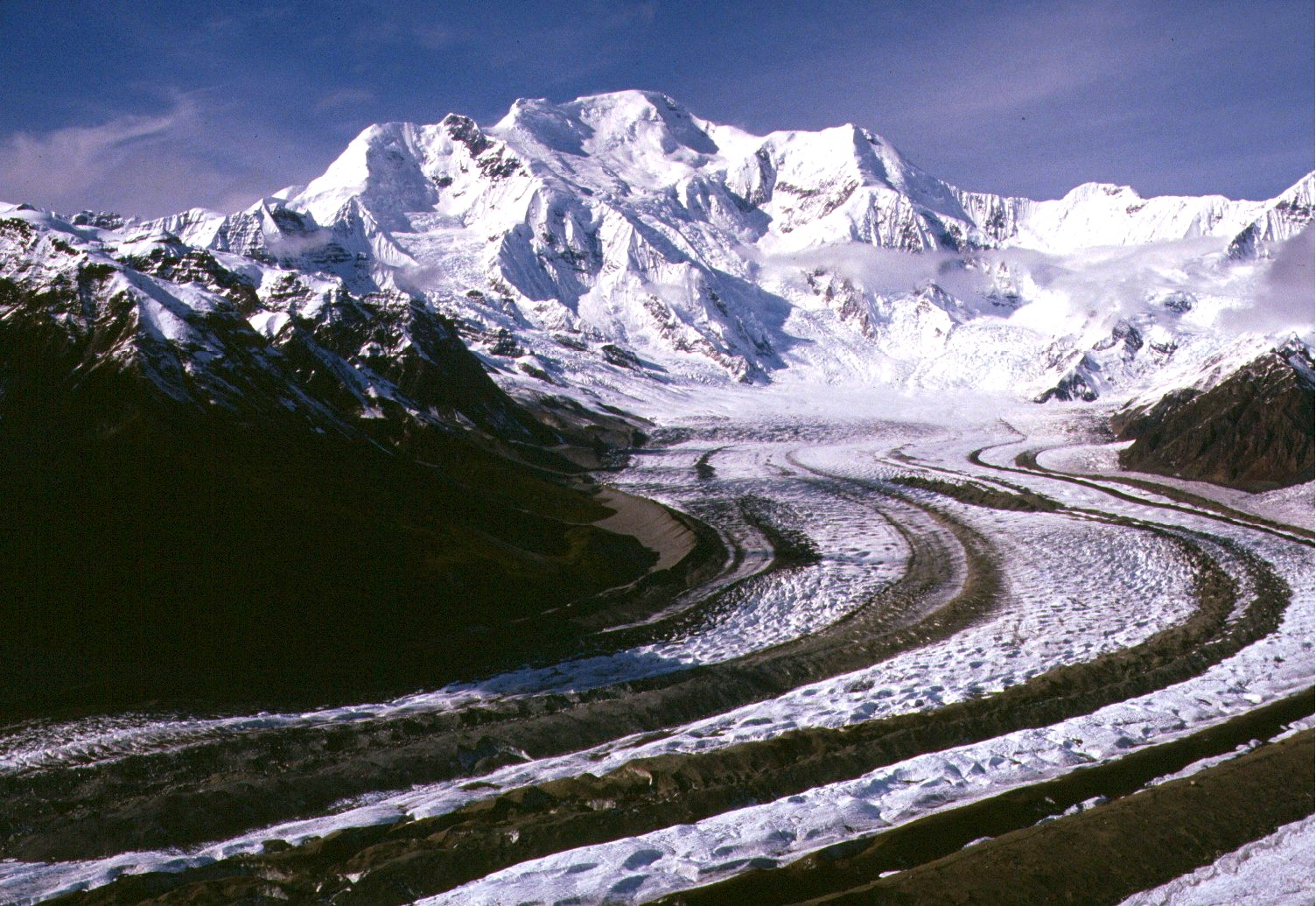

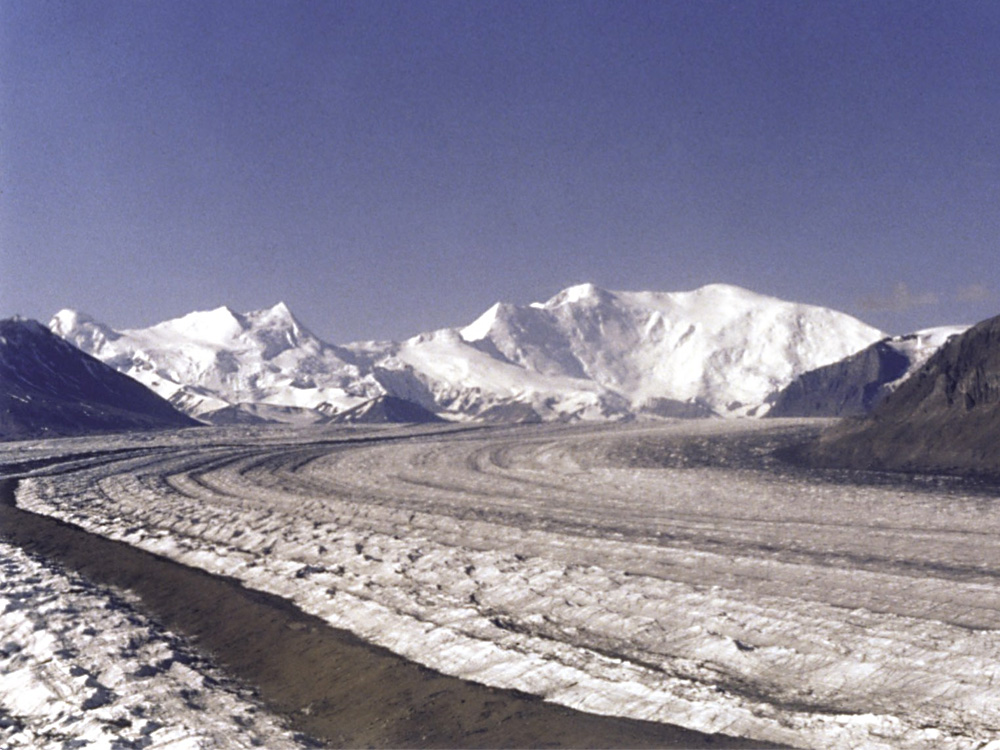

布萊克本火山是美國的火山，由阿拉斯加州負責管轄，海拔高度4,996米，是該國第五高山峰，由花崗岩和安山岩組成，山體在上新世形成。